# Lyonnais (province)
Pour les articles homonymes, voir Lyonnais.
Le Lyonnais est une ancienne province de France, qui correspond aujourd'hui à une grande partie de la métropole de Lyon et du département du Rhône ainsi qu'au département de la Loire.  
Le Lyonnais fait partie de l'aire linguistique de l'Arpitanie, sa langue est l'arpitan (franco-provençal). Il compte 3 dialectes : le lyonnais, le forézien et le beaujolais.

## Histoire
Le Lyonnais était lui-même subdivisé en trois provinces :
- le Plat pays de Lyonnais, qui correspond aux monts du Lyonnais. L'adjectif plat ne désigne pas ici le relief, qui est de moyenne montagne, mais le fait que cette province n'était pas considérée comme privilégiée et était notamment assujettie à la taille ;
- la ville de Lyon, non taillable ;
- le Franc-Lyonnais, petite province non taillable, située au nord de Lyon, le long de la Saône.

Deux autres provinces formaient avec le Lyonnais le comté (aussi duché ; cf. les articles Histoire de Lyon et  comtes de Lyon) puis « gouvernement du Lyonnais » :
- le Beaujolais ;
- le Forez.

En 1032, le Lyonnais fait partie du Saint-Empire romain germanique. En 1079, le pape Grégoire VII octroie le titre de "primat des Gaules" à l’archevêque de Lyon. Par le traité de Vienne en 1312, Philippe le Bel rattache le Lyonnais au royaume de France. C’est le début d’une ère de prospérité, au début du XVIe siècle, Lyon devient la seconde capitale du royaume. En 1562, Lyon est au cœur des guerres de religion qui voient s’entretuer Catholiques et Protestants
Entre 1754 et 1756, la province est durement éprouvée par les ravages de la bête du Lyonnais qui fait une trentaine de victimes.

## Géographie

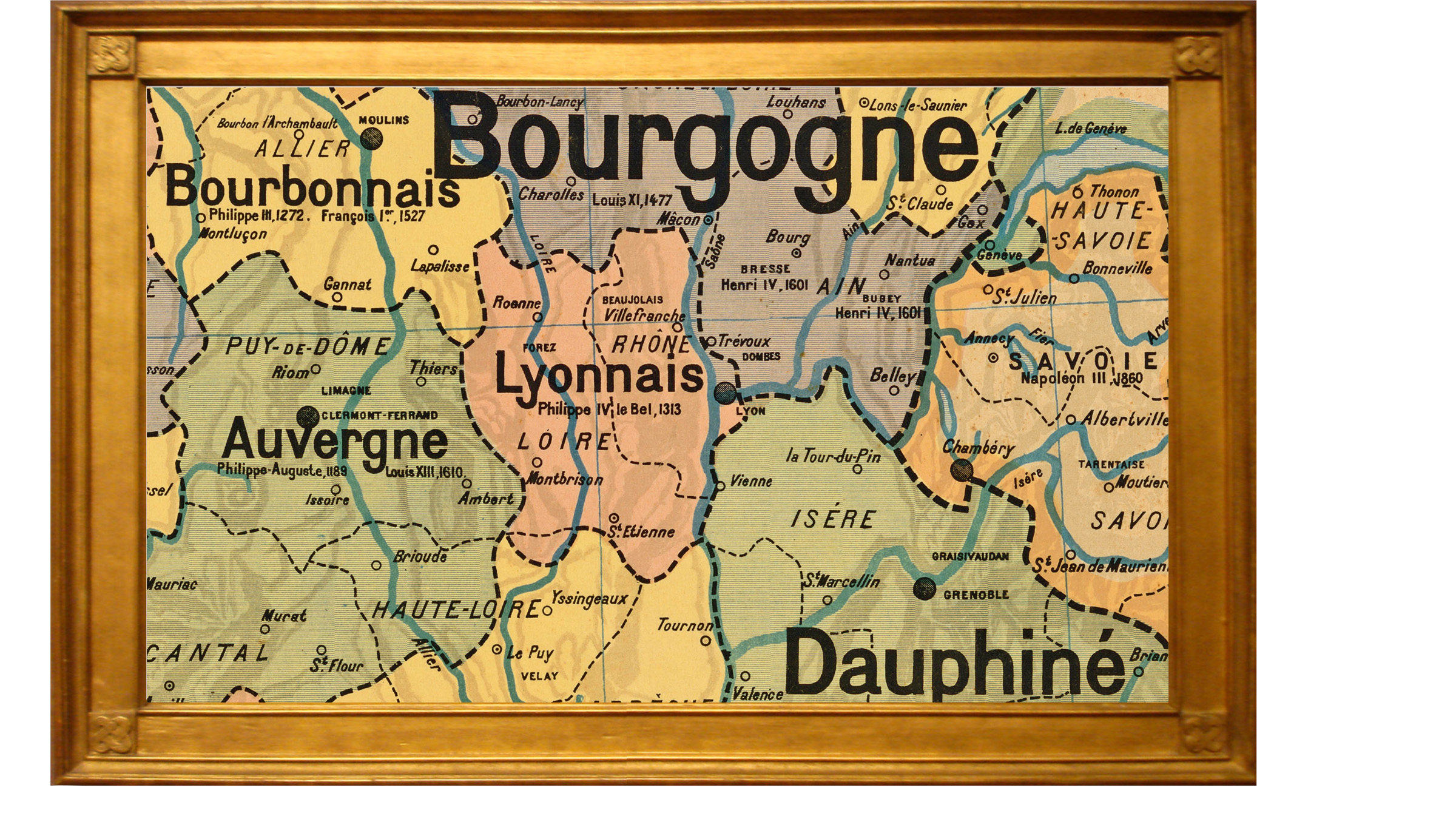
Carte du Lyonnais.

Le gouvernement général de Lyon au XVIII avec les provinces du Lyonnais, du Forez et du Beaujolais et les communes et départements actuels.

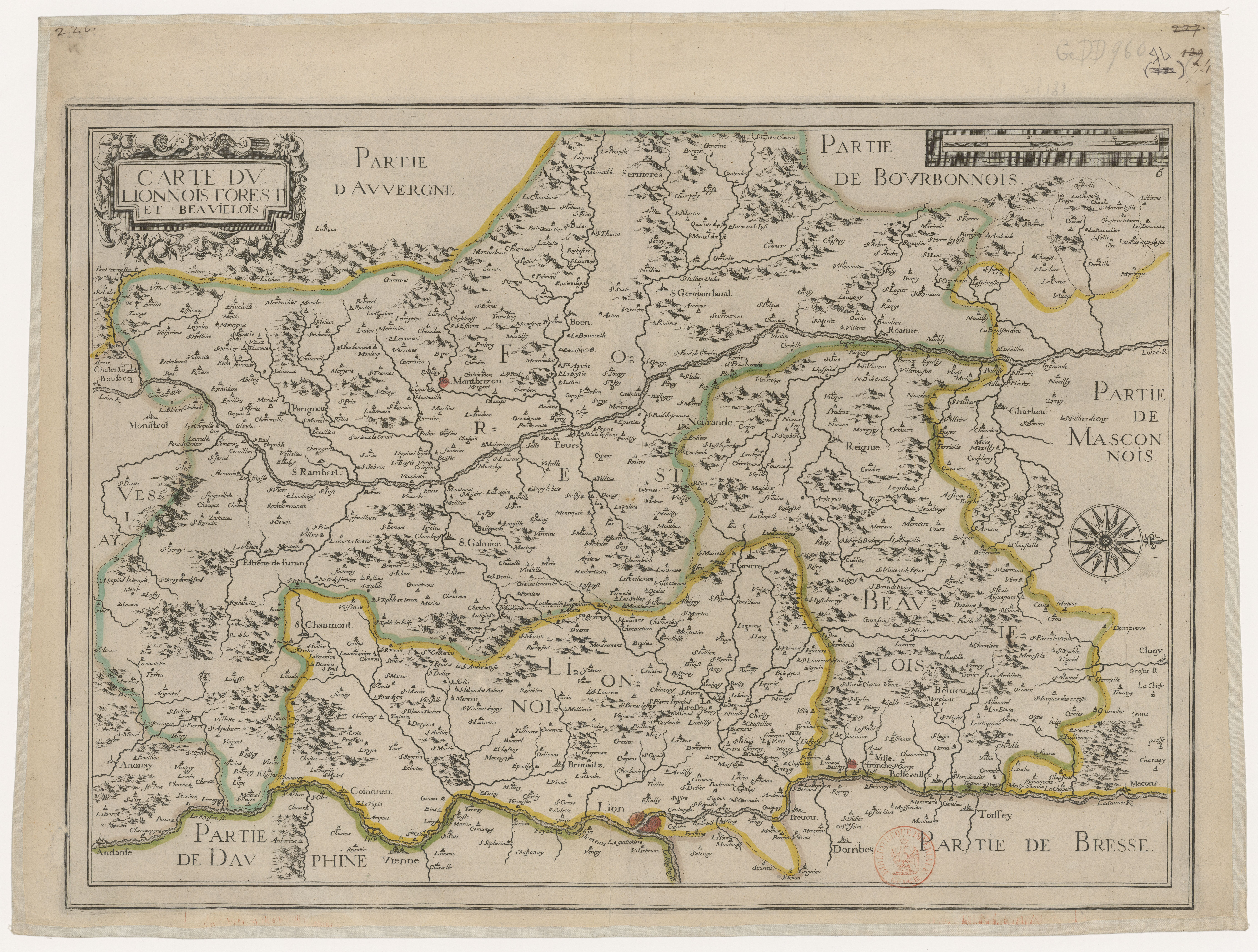
Carte du Lyonnais, Forez et Beaujolais

La plus grande partie des Monts du Lyonnais est considéré en moyenne montagne.
Le point culminant des monts du Lyonnais est le Mont Boussuivre qui culmine à 1 004 mètres d'altitude.
Il est situé sur la commune de Violay (42).

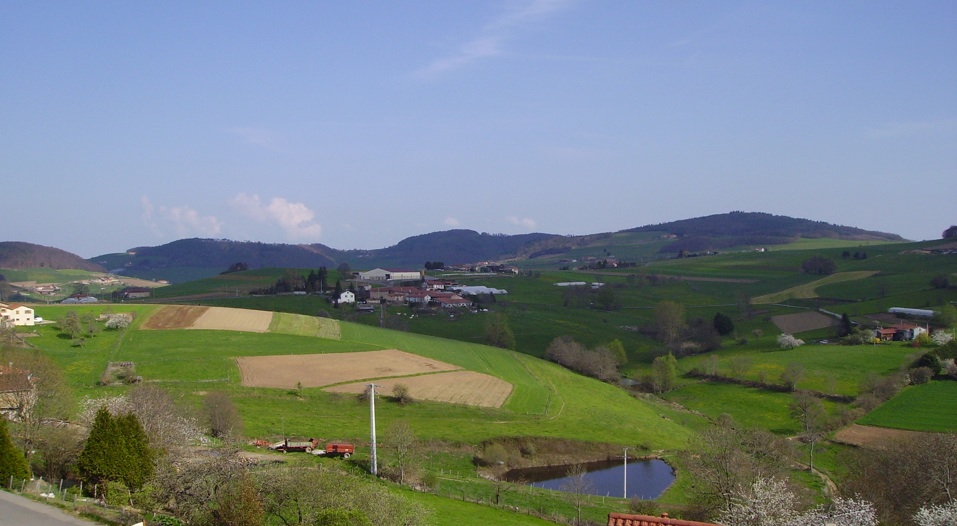
Paysage typique des monts du Lyonnais

## Galerie

Carte de France indiquant la position du Lyonnais.
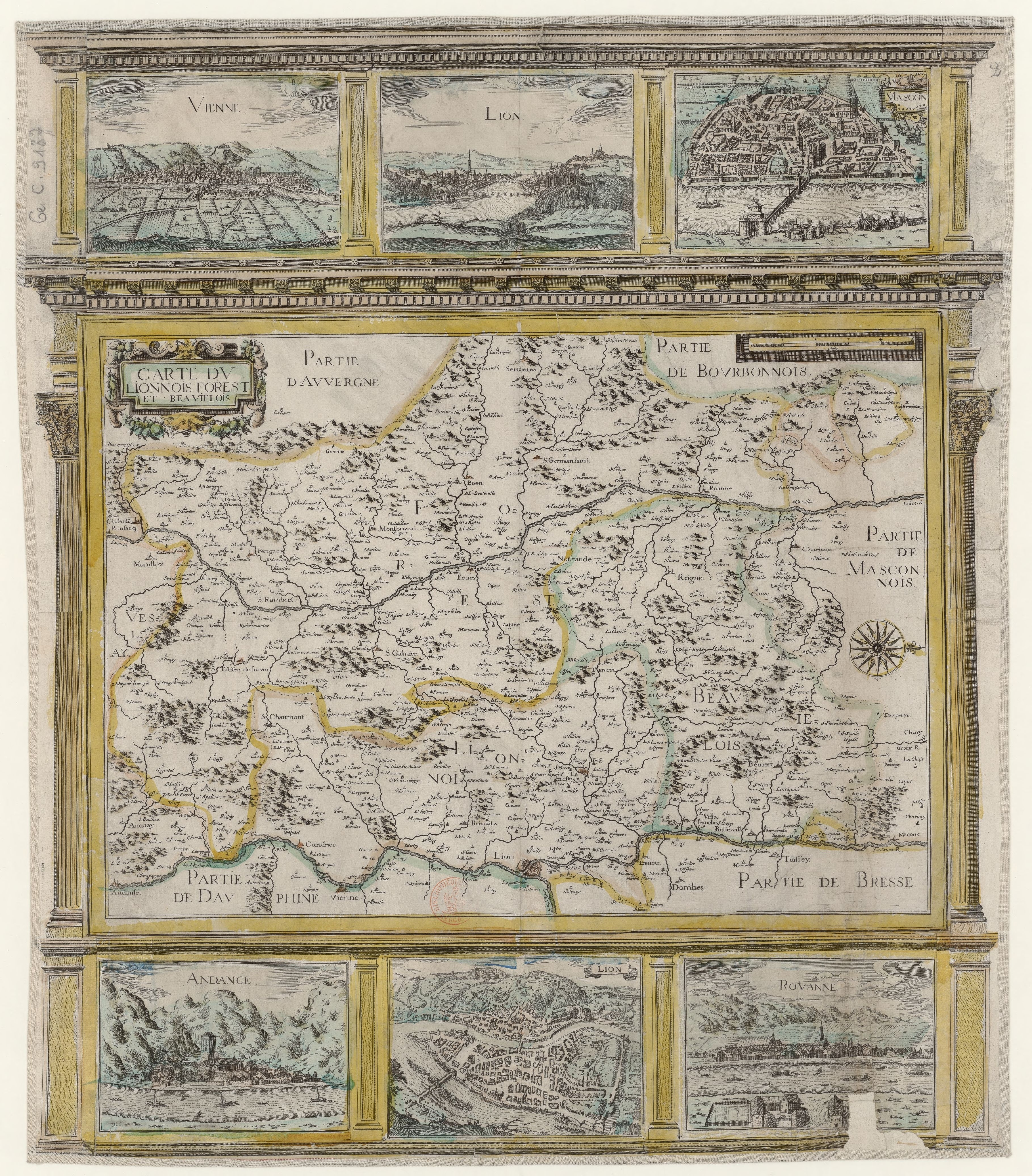
carte de 1640